# Üntschenpass
Der Üntschenpass ist ein 1854 m hoher Gebirgspass über die Allgäuer Alpen in Vorarlberg.
Er verbindet das Tal der Bregenzer Ach, und damit den Bregenzerwald, mit dem Kleinwalsertal und kann nur zu Fuß überschritten werden. Der Üntschenpass trennt die Nordwestlichen Walsertaler Berge und die Südöstlichen Walsertaler Berge.